# Samuel Elisée Bridel-Brideri
Samuel Elisée Bridel-Brideri (født 28. november 1761, Crassier, Vaud, død 7. januar 1828) 
var en schweizisk-tysk bryolog.
Han var ophavsmanden til et vigtigt værk om mosser med titlen Muscologia recentiorum (1797-1803), hvortil flere tilføjelser blev offentliggjort i de efterfølgende år. Senere udgav han i to bind Myologia universa (1826-1827), som var en forbedret udgave af hans tidligere værk. I sidstnævnte værk indførte han et nyt system for klassificering af mosser, et system, der ikke længere anvendes.
Brid. er standardforkortelsen (autornavnet), når man citerer Samuel Elisée Bridel-Brideri for et botanisk navn.